# Hereford (gado)

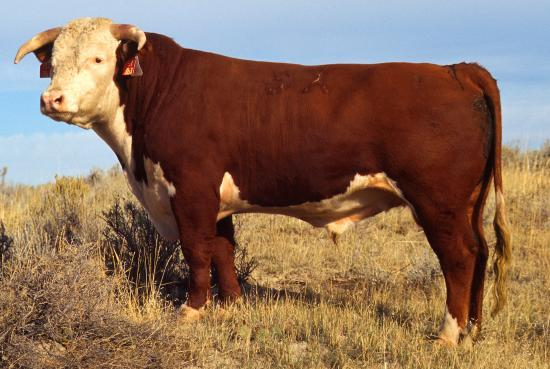
Touro da raça Hereford.

A raça de bovino Hereford é originária do condado de Herefordshire, na Inglaterra. Ela é conhecida desde 1725. O primitivo desenvolvimento da raça permanece na obscuridade. Bovinos de cara branca são conhecidos desde longa data na Inglaterra. O melhoramento moderno da raça começou com Benjamim Tomkins (1714 - 1789), e seu filho de mesmo nome (1745-1815), continuador de sua obra, destacando-se como método seletivo a busca de precocidade de abate empregando consanguinidade estreita.
Peso médio: 540 kg nas vacas e 850 kg
nos touros.
Estatura: 130 cm nas fêmeas e 135 a 145 cm nos machos.
Os Tomkins, como a maior parte dos demais criadores de gado Hereford daquela época, não se interessavam em absoluto por características de pelagem, secundárias e menos importantes. No início do século XIX, ocorriam as seguintes pelagens: vermelha de cara branca, vermelha de cara salpicada, cinza clara e parda. Gradualmente, a pelagem "pampa" característica foi se impondo, sendo hoje considerada como "marca de pureza" da raça.

## História
Desde tempos imemoráveis o gado de Herefordshire e outras comarcas adjacentes tem sido famoso por seu tamanho, resistência e aptidão cárnica. Esta raça foi fundada a partir de um tipo que predominava em Hereford durante séculos. Já em 1627, mencionava-se a existência desta raça.
Baseando-se em dados um tanto escassos, conta-se que o gado neerlandês trazido de Dunquerque para o Lord Scudamore provavelmente conferiu ao Hereford seu tamanho e cor branca da cara e região abdominal. Indicando assim a analogia que existe entre o Hereford e a raça Groningen.
Um estudo feito recentemente pelo Departamento de Genética do Trinity College, de Dublin, Irlanda, com uso de marcadores genéticos para estudo do DNA, verificou os valores entre a distância genética de 7 raças, entre as quais, Aberdeen Angus, Jersey, Hereford, Charolês, Holandês, Simental e N'Dama. Verificou-se que a raça Hereford tinha maior afinidade genética coma raça Holandesa, do que com as outras duas raças britânicas, mostrando portanto que a raça Hereford tem um passado em comum com as raças desta região da Europa.
Os fazendeiros de Herefordshire, Inglaterra, estavam determinados a produzir carne expandindo o mercado de comida criado pelos britânicos na Revolução Industrial. Para o sucesso destes primeiros criadores eles tinham bovinos os quais poderiam converter a grama nativa em carne, e isto tudo em lucro.
Nessa época, não existiam raças que fornecessem estas necessidades, tanto que os fazendeiros de Herefordshire, encontraram uma raça de carne que logicamente tornou-se conhecida como Herefords. Esses primeiros criadores de Hereford moldaram seu gado com a ideia em uma raça de alta produção de carne e eficiência produtiva, e firmaram as características que hoje são características da raça.
Independente de sua origem, a raça já se encontrava estabelecida em 1788, quando escreveu-se que "a raça Hereford era sem sombra de dúvidas a primeira raça das Ilhas Britânicas". Consequentemente, é inquestionável que ainda se desconheça sua origem, a moderna raça Hereford descende de animais de mérito induvidável e com uma notável resistência a enfermidades.
Iniciando em 1742 com um terneiro de uma vaca cinza e duas vacas. Benjamin Tomkins, o pai, é creditado ser o fundador da raça. Isto ocorreu 18 anos após Robert Bakewell ter iniciado o desenvolvimento de suas teorias sobre cruzamentos animais. Desde o início, Tomkins tinha como objetivo a economia na alimentação, aptidão natural para crescer e ganhar peso de pastos ou a partir de grãos, rusticidade, precocidade e prolificidade, características que ainda são de primeira importância hoje em dia. Outros criadores pioneiros seguiram a Tomkins, levando e estabelecendo o gado de Herefordshire renomado mundialmente, causando sua exportação desde a Inglaterra para onde a grama cresce e a produção de carne é possível.
Os Tomkins iniciaram um número considerável de cruzamentos de consangüinidade, devido ao fato de que eles mesmos criavam e utilizavam seus touros, sendo o único critério qualitativo que os guiava a rapidez de apronte e produção de carne.
Como a maior parte dos demais criadores de Hereford daquela época, não se interessavam por características de pelagem, que eram secundárias e menos importantes. Depois, quando estavam suficientemente estabelecidas as características funcionais, se estabeleceu uma controvérsia sobre o padrão de pelagem e marcas ideais que a raça deveria adotar como típica. No início do século XIX, se preferiam animais com quatro pelagens básicas; vermelha de cara branca, vermelha com cara salpicada, cinza clara e prateado.
Gradualmente os partidários das duas primeiras pelagens impulsionaram o uso destas sobre as outras duas, uma vez adotada esta combinação de cores, foi fixada por seleção e cruzamentos consangüíneos até que o vermelho e branco foi considerado como "marca de pureza" da raça Hereford.
O gado Hereford da Inglaterra era, no século XVIII, muito maior do que hoje. Muitos animais adultos daqueles dias pesavam 1350 kg ou mais. Cotmore, um touro ganhador de várias exposições e notável padreador da época, pesava 1770 kg quando foi exposto em 1839. Gradualmente, o tipo e a conformação mudaram para um peso e tamanho menos extremo para conseguir mais qualidade e eficiência.

## Chegada ao Brasil
No Brasil, o primeiro exemplar chegou em 1906 e Laurindo Brasil, em 1907, na cidade gaúcha de Bagé, efetivou o primeiro apontamento do "Herd Book", registrando um touro argentino. Já em 1910, registraram-se os primeiros ventres, oriundos do Uruguai.